# Bruno Le Ray
Pour les articles homonymes, voir Le Ray (homonymie).
Bruno Le Ray, né le 8 avril 1961 à Saïda (Algérie), est un militaire français. Général de corps d'armée, il est le 138e gouverneur militaire de Paris du 1er août 2015 au 30 juillet 2020.

## Biographie

### Formation

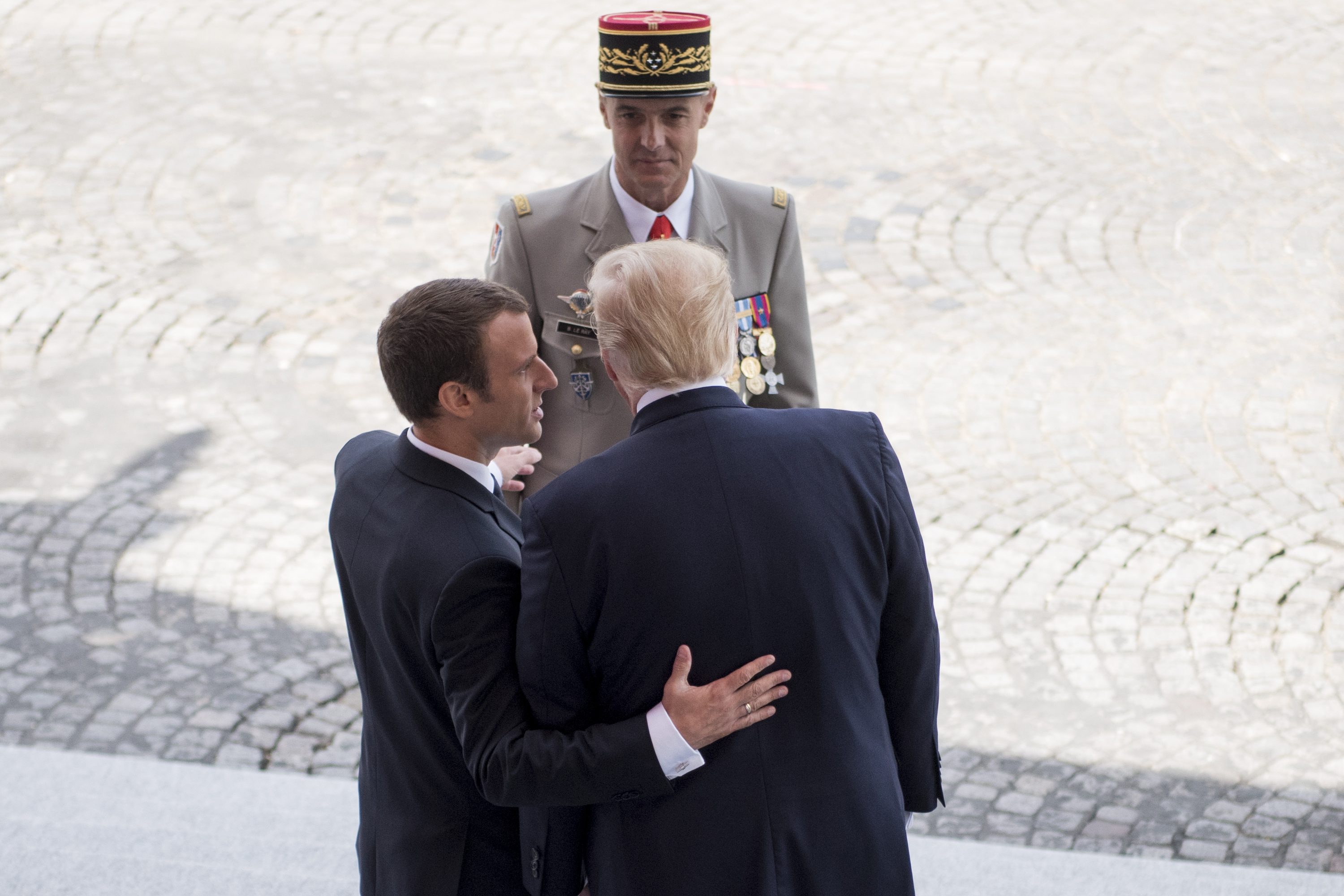
Emmanuel Macron présente Bruno Le Ray à Donald Trump le 14 juillet 2017.

Il est admis à l’École spéciale militaire de Saint-Cyr en 1981 (promotion Grande Armée). À la fin de sa scolarité, il choisit de servir dans l’infanterie et rejoint l'École d'application de l'infanterie (1984).

### Carrière militaire
Nommé lieutenant, il sert tout d'abord au 24e groupe de chasseurs stationné à Tübingen (Allemagne), en qualité de chef de section mécanisée. Il exerce de 1987 à 1989 la fonction d’instructeur au Centre national d’entraînement commando de Mont-Louis. Il est promu au grade de capitaine en 1988.
Après avoir rejoint le  170e régiment d'infanterie à Épinal en 1989 comme adjoint d'une compagnie de combat mécanisée, il commande de 1990 à 1992 la 3e compagnie de combat.
En 1992, il est muté à l'École d’application de l’infanterie, où il participe à l'encadrement des lieutenants. Il est promu chef de bataillon en 1993.
Il réussit au concours du Cours supérieur d’état-major en 1994 et il suit l’enseignement de la 108e promotion, puis celui de la 3e promotion du Collège interarmées de défense l’année suivante.
Affecté au 8e groupe de chasseurs à Wittlich (Allemagne), il est chef de bureau opération instruction de cette unité de 1996 à 1998 ; il est détaché en 1997 en qualité d'officier de liaison de la Division multinationale sud-est auprès de l’état-major de la Force de stabilisation de l'OTAN (SFOR) à Sarajevo (Ex-Yougoslavie). Il est promu lieutenant-colonel en 1997.
De 1998 à 2002 il exerce la fonction d'officier traitant à l'état-major des armées. Il est promu au grade de colonel en août 2002.
Il commande le 16e bataillon de chasseurs à pied à Saarburg (Allemagne) entre 2002 et 2004.
Il sert de nouveau à l'état-major des armées de 2004 à 2006 avant de suivre pendant un an la 56e session du Centre des hautes études militaires et la 59e session de l’Institut des hautes études de la défense nationale (2007).
Il exerce la fonction d'adjoint Terre au sein du cabinet militaire du Premier ministre de 2007 à l'été 2009, date à laquelle il est promu au grade de général de brigade. Il devient alors commandant de la division « Plans-programmes-évaluation (PPE) » de l’état-major des armées.
Promu au grade de général de division au 1er août 2012, il devient le 1er septembre 2013 adjoint au sous-chef d’état-major « plans » de l’état-major des armées.
Il est nommé inspecteur à l’Inspection de l’armée de Terre à compter du 1er septembre 2014,.

### Gouverneur militaire de Paris
Bruno Le Ray est nommé gouverneur militaire de Paris et est élevé au rang et appellation de général de corps d’armée pour prendre rang le 1er août 2015,. Il est plusieurs fois confronté aux difficultés du déploiement des soldats du dispositif anti-terroriste de l'Opération Sentinelle.
Il fait ses adieux aux armes le jeudi 15 juillet 2020 lors d'une cérémonie dans la cour d'honneur des Invalides, en présence du général d'armée François Lecointre, chef d'État-Major des armées, et du général d'armée Thierry Burkhard, chef d'état-major de l'Armée de terre,. Il quitte ses fonctions le 30 juillet 2020 et est remplacé par le général Christophe Abad.

#### Attentats à Paris
Après les attentats du 13 novembre 2015, devant la commission d'enquête de l'Assemblée nationale et en sa qualité de gouverneur militaire de Paris le général Le Ray est questionné sur l’ordre qui aurait été donné aux huit soldats de l'opération Sentinelle de ne pas entrer au Bataclan où il y eut 90 morts et plusieurs centaines de blessés. Il répond qu'« il est impensable de mettre des soldats en danger dans l’espoir hypothétique de sauver d’autres personnes. (…) Ils n’ont pas vocation à se jeter dans la gueule du loup », réponse validée par le ministre de la Défense Jean-Yves Le Drian : « ils ne sont pas formés aux interventions avec prise d’otages, et c’est encore plus vrai lorsque de telles interventions ne sont en rien anticipées », seule l'intervention des forces spécialisées (BAC, RAID, GIGN...) avait du sens à l'intérieur du Bataclan.  
Quoique conforme aux règlements en vigueur, cette réponse (« impensable de mettre des soldats en danger [pour] sauver d’autres personnes ») paraît incroyable aux yeux d'une partie du public, de même que l'attitude des militaires présents sur les lieux au moment de l'attaque avait étonné des forces de police,. Cette réponse donne l'occasion à la Commission d'enquête de l'Assemblée nationale de s'interroger sur l'Opération Sentinelle,,, et au gouvernement d'annoncer « un travail de refonte doctrinale », sans toutefois que diminuent les critiques de l'utilité de l'opération Sentinelle, dont Bruno Le Ray est le responsable.
En juin 2018 une trentaine de victimes ou familles de victimes de cet attentat portent plainte contre X pour non-assistance à personne en péril. Cette plainte est rapidement rejetée par le tribunal administratif de Paris, dès le mois de juillet 2018. 
Dans les faits, et comme le montre le rapport parlementaire d'enquête sur les attentats, la question d'une « entrée en premier » de soldats de la force Sentinelle dans le Bataclan ne s'est pas posée, les soldats déployés ayant rempli les missions qui leur avaient été assignées par les forces de police sur les lieux, au Bataclan comme sur les sites des différentes attaques. Le rapport montre par ailleurs toutes les difficultés qui se présentaient aux intervenants, y compris les forces de police.

#### Gilets Jaunes
En mars 2019, le gouvernement ayant ordonné la mobilisation des soldats de l'Opération Sentinelle lors des manifestations de Gilets Jaunes, décision qui essuie beaucoup de critiques, et même interpelle à l'étranger, le général Bruno Le Ray déclare que « les soldats ne seront en aucune manière engagés dans des situations de maintien de l'ordre », et qu’ils « ont différents moyens d’action pour faire face à toute menace », pouvant aller « jusqu'à l'ouverture du feu si leur vie ou celle de ceux qu’ils protègent sont menacées »,. »

### Carrière civile
En novembre 2020, Bruno Le Ray est nommé conseiller spécial d'Étienne Thobois, directeur général du Comité d'organisation des Jeux olympiques et paralympiques d'été de 2024 (COJOP). Deux ans et demi plus tard, en avril 2023, il est nommé directeur de la sécurité du COJOP.

## Décorations
|  |  |  |
|  |  |  |
|  |  |  |
|  |  |  |
|  |  |  |
|  |  |  |

### Intitulés
- Brevet de parachutiste militaire
- Commandeur de la Légion d'honneur
  - Bruno Le Ray est promu au grade de commandeur de l'ordre le 1er juillet 2016 au titre de « général de corps d'armée »[29].
  - Promu au grade d'officier de l'ordre le 1er juillet 2011 au titre de « général de brigade »[30], il est fait officier le 19 juillet 2011[29].
  - Nommé au grade de chevalier de l'ordre le 21 juin 2001 au titre de « lieutenant-colonel, infanterie ; 20 ans de services »[31], il est fait chevalier le 12 juillet 2001[30].
- Grand-croix de l'ordre national du Mérite
  - Il est élévé à la dignité de grand-croix de l'ordre le 29 janvier 2025 au titre de « directeur de la sécurité des jeux Olympiques et Paralympiques au Comité d'organisation de Paris 2024 »[32].
  - Nommé directement à la dignité de grand officier de l'ordre le 17 octobre 2020 au titre de « général de corps d'armée »[33], il est fait grand officier le 19 novembre 2021[32].
- Croix du combattant.
- Médaille d'Outre-Mer avec agrafe.
- Médaille de la Défense nationale, échelon or, avec étoile d'argent.
- Médaille de la Défense nationale, échelon or, avec deux agrafes.
- Médaille de reconnaissance de la Nation avec agrafe.
- Médaille commémorative française avec agrafe.
- Médaille de la protection militaire du territoire avec agrafe.
- Médaille de service en ex-Yougoslavie.
- Croix d’honneur des forces armées allemandes, niveau argent (Allemagne).
- Commandeur de l'ordre d'Orange-Nassau (Pays-Bas).
- Commandeur de l'ordre national du Lion (Sénégal).

## Publication
- Les nouveaux mercenaires : la fin des tabous, Jean-François Hogard, Bruno Le Ray, Patrick Pacorel et Thierry Rousseau, Paris, Es Stratégies Édition, avril 2008, collection : poche, chercheurs militaires  (ISBN 235725002X)